# Pattinaggio di figura ai Giochi della VII Olimpiade
Alla VII Olimpiade Estiva del 1920 ad Anversa (Belgio), vennero assegnate medaglie in tre specialità del pattinaggio di figura.

## Podi
| Evento                                     | Oro                                           | Perform. | Argento                          | Perform. | Bronzo                                       | Perform. |
| Pattinaggio di figura maschile (dettagli)  | Gillis Grafström                              | 7,0      | Andreas Krogh                    | 18,0     | Martin Stixrud                               | 24,5     |
| Pattinaggio di figura femminile (dettagli) | Magda Julin                                   | 12,0     | Svea Norén                       | 12,5     | Theresa Weld                                 | 15,5     |
| Pattinaggio di figura a coppie (dettagli)  | Finlandia Ludovika Jakobsson Walter Jakobsson | 7,0      | Norvegia Alexia Bryn Yngvar Bryn | 15,5     | Gran Bretagna Phyllis Johnson Basil Williams | 25,0     |

## Medagliere
| Posizione | Paese         |   |   |   | Totale |
| --------- | ------------- | - | - | - | ------ |
| 1         | Svezia        | 2 | 1 | 0 | 3      |
| 2         | Finlandia     | 1 | 0 | 0 | 1      |
| 3         | Norvegia      | 0 | 2 | 1 | 3      |
| 4         | Stati Uniti   | 0 | 0 | 1 | 1      |
| 4         | Gran Bretagna | 0 | 0 | 1 | 1      |
| Totale    | Totale        | 3 | 3 | 3 | 9      |